# Asperspina
Asperspina is een geslacht van weekdieren uit de klasse van de Gastropoda (slakken).

## Soorten
- Asperspina brambelli (Swedmark, 1968)
- Asperspina loricata (Swedmark, 1968)
- Asperspina murmanica (Kudinskaya & Minichev, 1978)
- Asperspina rhopalotecta (Salvini-Plawen, 1973)
- Asperspina riseri (M. P. Morse, 1976)